# Marin Niculescu
Marin Niculescu (nascido em 4 de março de 1923) é um ex-ciclista romeno. Terminou em segundo lugar na competição Volta à Polônia de 1949. Competiu nos Jogos Olímpicos de Verão de 1952.